# Lembophyllum orbiculatum
Lembophyllum orbiculatum är en bladmossart som beskrevs av Tangney 1997. Lembophyllum orbiculatum ingår i släktet Lembophyllum och familjen Lembophyllaceae. Inga underarter finns listade i Catalogue of Life.